# Scopula kagiata
Scopula kagiata är en fjärilsart som beskrevs av Max Joseph Bastelberger 1909. Scopula kagiata ingår i släktet Scopula och familjen mätare. Inga underarter finns listade.

## Bildgalleri

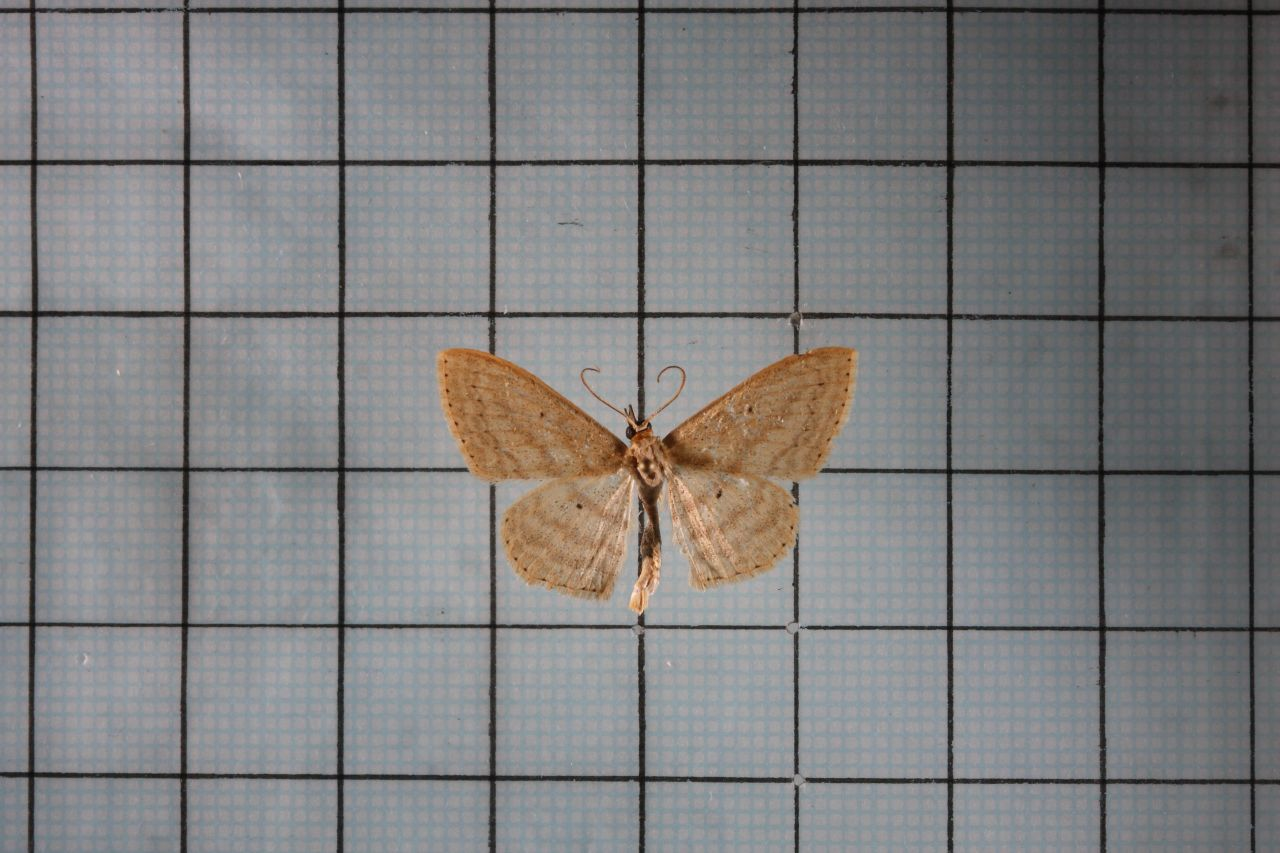
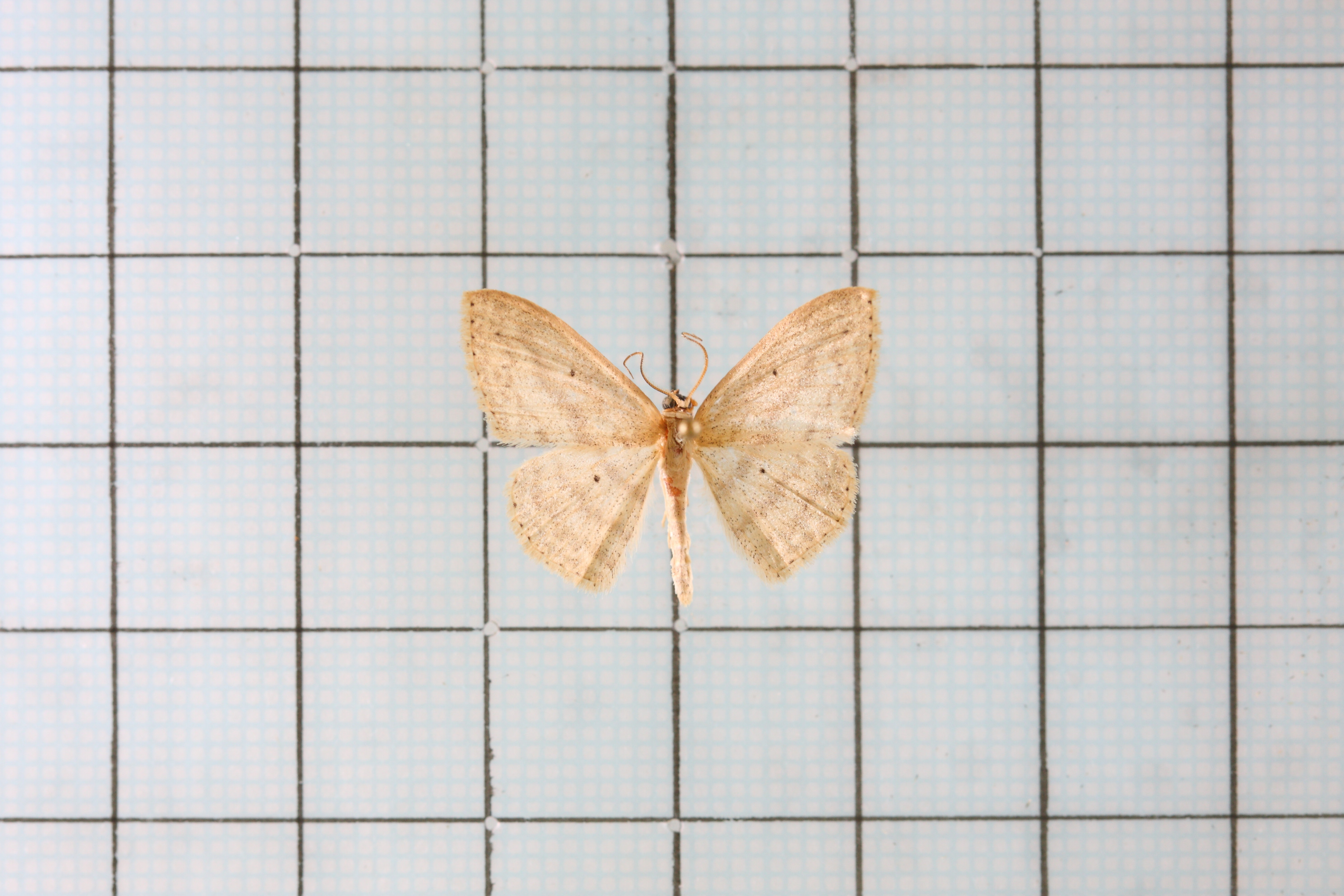